# Бондаренко (хутор)
Бондаренко — хутор в Северском районе Краснодарского края. Входит в состав Северского сельского поселения.

## География
Расположен на реке Убин, в 3,3 км от райцентра — станицы Северской. С юга от хутора проходит железнодорожная линия Северо-Кавказской железной дороги Краснодар—Новороссийск.

### Улицы
- ул. Центральная.

## Население
| 2002 | 2010 |
| ---- | ---- |
| 10   | ↗48  |